# فيلااميسياس
بلدية فيلااميسياس (بالإسبانية: Villamesías)‏، هي بلدية تقع في مقاطعة قصرش والتي تقع في منطقة إكستريمادورا، غرب إسبانيا.
يبلغ عدد سكانها 345 نسمة وفقاً لإحصائية سنة (2002).